# Småhjerte
Småhjerte (Dicentra formosa) er en flerårig, urteagtig plante med dybt håndsnitdelte blade og overhængende klaser af lyserøde blomster. På grund af dens hårdførhed og smukke blomstring bliver arten (og sorter af den) dyrket i haverne.

## Kendetegn
Småhjerte er en flerårig, urteagtig plante med en lav fladedækkende vækst. Bladene er grundstillede, stilkede og trekoblede med dybt håndsnitdelte småblade. Bladranden er skarpt tandet, og mens oversiden er lysegrøn, er undersiden lyst blågrøn. Blomstringen foregår i april-maj, hvor man finder de stilkede blomster siddende op langs et bladløst skud. De enkelte blomster er uregelmæssige på den måde, at de kun er symmetriske i det lodrette plan. Bægerbladene er ganske små og spidse, mens kronen er specielt formet: De to yderste kronblade danner en pose, som kurver udad mod spidsen. De to inderste står vinkelret på de to yderste og er sammenvoksede ved spidsen. Kronbladene kan være hvide, lyserøde eller røde. Frugterne er kapsler med flere frø.
Rodsystemet består af en krybende jordstængel og trævlede rødder.
Den enkelte plante kan blive op til 0,45 m høj og 0,60 m bred. Heri er ikke medregnet skud fra underjordiske udløbere.

## Hjemsted
Småhjerte her sin naturlige udbredelse i de kystnære stater langs Stillehavet: British Columbia (Canada), Washington, Oregon og Californien (USA), hvor den findes som skovbundsplante i fugtige skovområder. I de blandede skove på vulkanen Mount St. Helens i Oregon, USA, vokser arten i lysninger, skovbryn og langs veje sammen med bl.a. fjerbregne, gederams, kambregne, almindelig perlekurv, almindelig skumblomst, almindelig skyggeblomst, Anemone deltoidea og Anemone lyallii (arter af anemone), Aquilegia formosa (en art af akeleje), canadisk venushår, Disporum hookeri (en art i Gedeblad-familien), dyndpadderok, grøn douglasgran, Monotropa uniflora (en art af snylterod), klitfyr, kæmpethuja, kæmpeædelgran, norne, nutkacypres, oregonel, rød druemunke, sitkagran, trenervet snerre, Trillium ovatum (en art af treblad), vestamerikansk balsampoppel og vestamerikansk hemlock.

## Galleri
|  |  |  |  |

## Note
1. ↑  National Park Service: The Forest Communities of Mount Rainier National Park (Webside ikke længere tilgængelig) - grundig undersøgelse af vegetationstyperne (engelsk)